# 聖衆来迎寺
聖衆来迎寺（しょうじゅらいこうじ）は、滋賀県大津市比叡辻にある天台宗の寺院。山号は紫雲山。本尊は阿弥陀如来、釈迦如来、薬師如来の三仏。開山は最澄と伝わる。比叡山の東麓、琵琶湖岸に近い比叡辻に位置する。来迎寺とも呼ばれる。

## 歴史

### 概要
日本天台宗は法華経を根本経典として、天台教学、戒律、禅、密教、念仏等を広く修学し実践する宗派であるが、そうした中で聖衆来迎寺は浄土信仰の色彩の濃い寺院である。寺名の「聖衆来迎」とは、臨終の際に、西方極楽浄土から阿弥陀如来と諸々の菩薩（聖衆）が現れて往生者を迎えに来る（来迎）との意である。また、寺に伝わる国宝「六道絵」15幅は、日本における浄土信仰普及の基盤を築いた源信の『往生要集』に基づく図像である。
聖衆来迎寺は、宗派および地理的位置から考えて、比叡山延暦寺関連の寺院として創建されたものと思われるが、室町時代以前の歴史は史料が乏しく判然としない。寺伝によれば、延暦9年（790年）、最澄がこの地に地蔵菩薩を祀る寺を建て、地蔵教院と称したのが聖衆来迎寺の起源であるという。しかし、「地蔵教院」についてはこの寺伝以外に史料はなく、宗祖を開山に仮託した伝承の域を出ないものと思われる。その後長保3年（1001年）、源信（恵心僧都）がこの寺に入り、念仏道場として再興したという。源信がこの寺にいた時、紫の雲に乗った阿弥陀如来と二十五菩薩が現れるのを見たところから、紫雲山聖衆来迎寺と名付けたとされる。
室町時代以降の寺史については、寺に伝わる『来迎寺要書』という近世の史料に詳しく述べられている。それによると、聖衆来迎寺は大永7年（1527年）、真玄という僧によって中興されている。真玄は近江守護六角高頼の五男で、俗名を六角高信といったが、永正16年（1519年）に出家して延暦寺の僧となり、真玄と称するようになった。

### 比叡山焼き討ちと森可成
元亀2年（1571年）、織田信長の比叡山焼き討ちに際して、当時の聖衆来迎寺住職は仏像、仏具などを船に乗せて、琵琶湖の対岸の兵主大社（ひょうずたいしゃ）へ避難させた。しかし、比叡山の諸堂や山麓の坂本の町も焼き尽くされたにもかかわらず、聖衆来迎寺は焼き討ちを免れ、そのため多くの文化財が現代まで伝わっている。ただし、寛文2年（1662年）の大地震をはじめとする災害によって堂舎はたびたび破損し、中世以前の建物は残っていない。

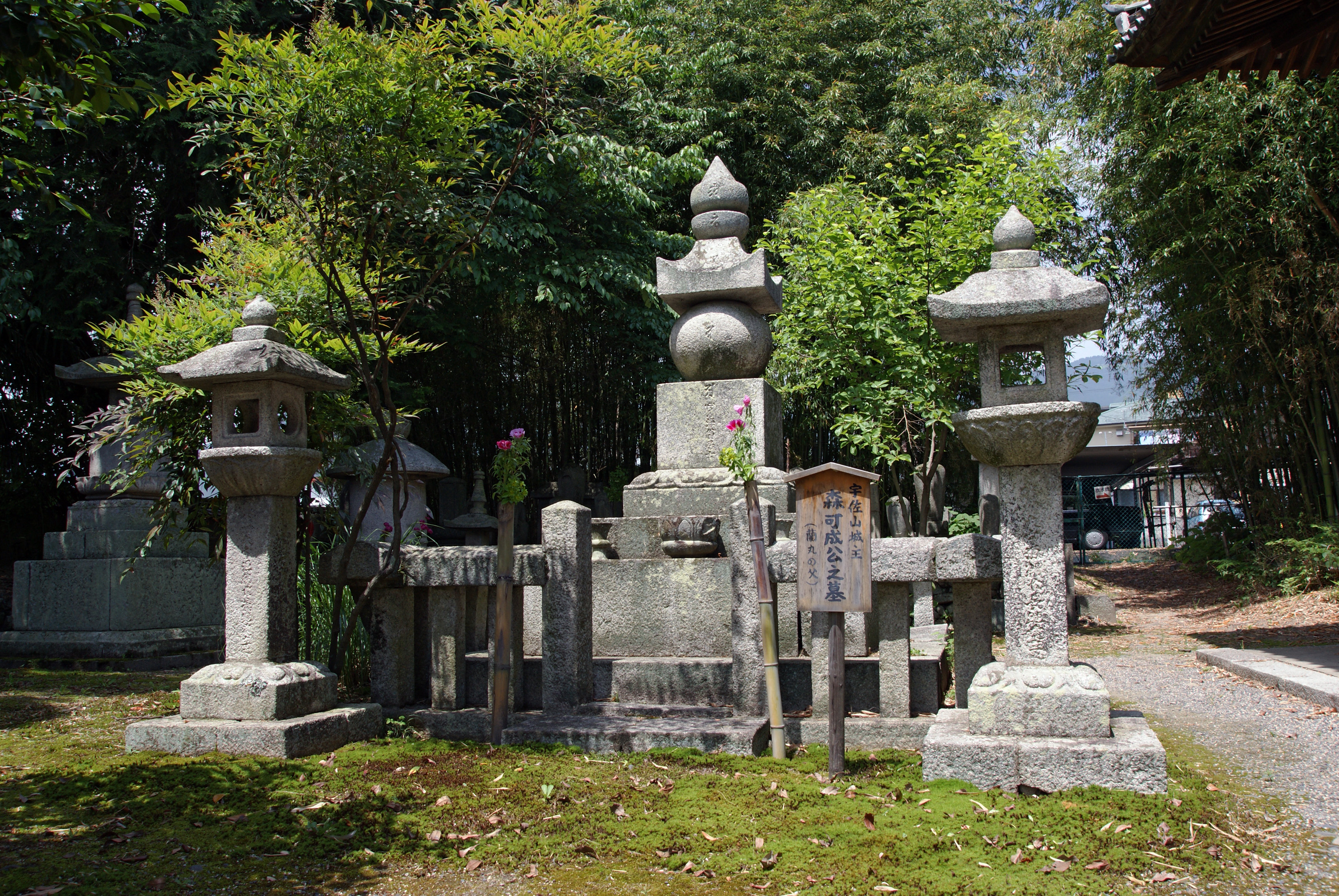
森可成の墓

聖衆来迎寺が織田信長の焼き討ちをまぬがれたのは、信長の家臣・森可成（もりよしなり）の墓所がこの寺にあったためという。森可成は数々の武功を立て、織田信長の信頼が厚い武将であった。比叡山焼き討ちの前年にあたる元亀元年（1570年）、可成は信長の命で宇佐山城（現・大津市の近江神宮西の山）を築き、信長に敵対する浅井・朝倉連合軍に対峙したが、可成は聖衆来迎寺付近の比叡辻で迎え撃ち、討死した。比叡山の僧兵らが信長の敵である浅井・朝倉側についたことが、翌年の比叡山焼き討ちの原因をつくったとされている。聖衆来迎寺は、比叡山との関係から言って、浅井・朝倉側に味方すべき立場にあったが、当時の住職・真雄は、敵方の大将である森可成の遺骸を夜間密かに運び込み葬ったという。
天正元年（1573年）、京都にあった天台宗寺院・元応寺（元応国清寺とも）の本尊が聖衆来迎寺に移され、天正17年（1589年）には元応寺が正式に聖衆来迎寺に合併された。元応寺は後醍醐天皇の勅願寺で、現在の京都市左京区岡崎にあり、中世には法勝寺と並ぶ円戒（天台宗の戒律）の道場であったが、応仁の乱によって焼失し廃寺になっていた。現在、聖衆来迎寺客殿の仏間に安置される薬師如来像（秘仏、開帳記録なし）が元応寺の旧本尊とされる。

## 境内

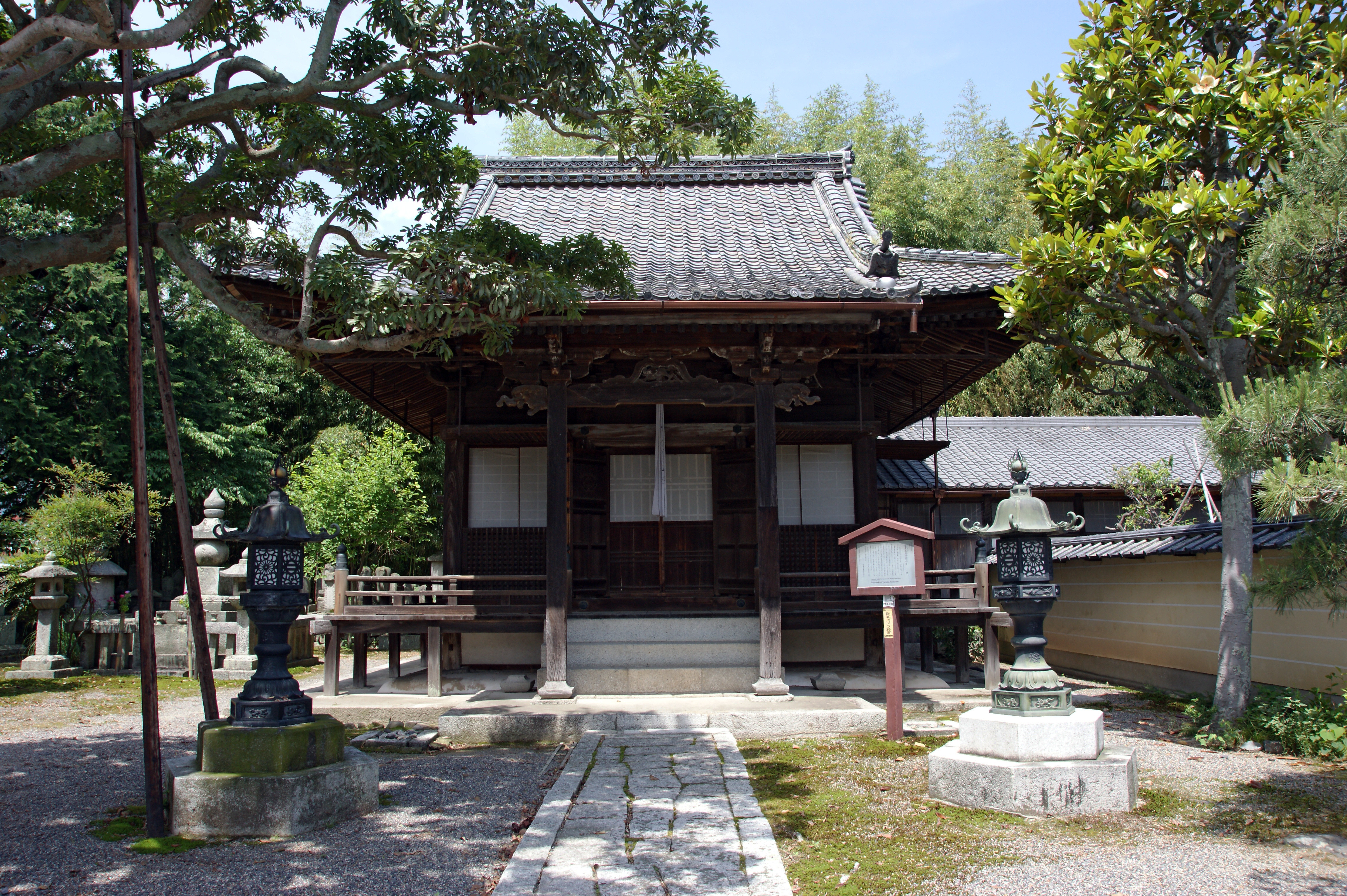
開山堂

- 本堂（重要文化財） - 寛文5年（1665年）再建。寄棟造屋根の正面と背面は瓦葺き、側面は瓦形銅板葺きと、屋根葺き材を違えている点が珍しい。建物周囲にめぐらした縁を木造でなく石造とするのも日本の仏堂建築では類例の少ないものである。本尊として中央に阿弥陀如来、向かって左に釈迦如来、右に薬師如来像を安置する。これら三仏は制作年代が異なり、鎌倉時代作の釈迦如来像のみが重要文化財に指定されている（阿弥陀如来像は室町時代、薬師如来像は江戸時代の制作とみられる）。
- 庫裏
- 客殿（重要文化財） - 寛永16年（1639年）建立。仏間を中心に左右4室、前後2列の計8室を設ける。仏間に安置される薬師如来像は応仁の乱で焼失した天台宗の名刹・元応寺の旧本尊とされるが、秘仏で公開されていない。
- 書院
- 庭園（滋賀県指定名勝）
- 開山堂（重要文化財） - 江戸時代前期の再建。
- 鎮守社
- 森可成の墓
- 織田秀信の母・寿々（鈴姫）の墓
- 鐘楼
- 理境坊 - 塔頭。
- 表門（重要文化財） - 明智光秀の坂本城の門を移築したものと伝える。

## 文化財

### 国宝
- 絹本著色六道絵 15幅 （附 旧軸木14本（正和二年、永享三年、文明九年、明応九年、天文七年、永禄九年、寛永八年修理銘写、各1本及び天和三年修理銘7本））

鎌倉時代の作。源信の『往生要集』に説く六道（地獄、餓鬼、畜生、阿修羅、人、天）のありさまを絵画化したもので、全15幅からなる。15幅のうち12幅は、『往生要集』第1章「厭離穢土」（おんりえど）に述べる六道の様相を具象化したもので、六道のうち「地獄」と「人」は各4幅に描かれる。残りの3幅のうち2幅は『往生要集』第7章「念仏利益」（ねんぶつりやく）所説に基づき、念仏による六道輪廻からの解脱（げだつ）を図示したものであり、他の1幅は閻魔王庁図である。元来、比叡山横川霊仙院（よかわりょうぜんいん）に伝来したもの。画風は伝統的な大和絵風と宋画風のものが混在する。15幅は東京国立博物館・京都国立博物館・奈良国立博物館、大阪市立美術館、琵琶湖文化館に分割寄託されている。

### 重要文化財
- 聖衆来迎寺 4棟[1]
  - 本堂 附：鬼瓦 4個
  - 客殿
  - 開山堂
  - 表門
- 絹本著色釈迦三尊十六善神図 - 京都国立博物館寄託。
- 絹本著色阿弥陀二十五菩薩来迎図 - 琵琶湖文化館寄託。
- 絹本著色十六羅漢図 2幅
- 絹本著色楊柳観音像 - 奈良国立博物館寄託。
- 絹本著色十二天像 12幀（とう）
- 木造釈迦如来坐像
- 木造十一面観音立像
- 木造地蔵菩薩立像
- 木造日光菩薩・月光菩薩立像
- 銅造薬師如来立像 - 琵琶湖文化館寄託。
- 法華経 8巻 - 琵琶湖文化館寄託。
- 霊山院釈迦堂毎日作法（りょうぜんいんしゃかどうまいにちさほう） - 京都国立博物館寄託。
- 山王曼荼羅舎利厨子[2] - 奈良国立博物館寄託。
- 堆朱香盆（ついしゅこうぼん） - 奈良国立博物館寄託。
- 犀角如意（さいかくにょい） - 京都国立博物館寄託。
- 鋳銅三具足（ちゅうどうみつぐそく） 附：木箱 - 奈良国立博物館寄託。
- 銅水瓶 建治丙子年銘（建治2年・1276年） - 京都国立博物館寄託。

※ 典拠：2000年までの指定物件については『国宝・重要文化財大全 別巻』（所有者別総合目録・名称総索引・統計資料）（毎日新聞社、2000）による。
※ 以上の文化財は、毎年8月16日の寺宝虫干しで公開される。絵画、工芸品等の大部分は、平素は京都国立博物館、琵琶湖文化館等に寄託されている。

### 滋賀県指定有形文化財
- 絹本著色恵心僧都像 - 琵琶湖文化館寄託。
- 木造大黒天立像 - 琵琶湖文化館寄託。
- 銅独鈷杵 - 京都国立博物館寄託。
- 不空羂索神変真言経巻第三 - 琵琶湖文化館寄託。
- 注大般涅槃経巻第十 - 琵琶湖文化館寄託。
- 妙法蓮華経普門品第二十五 - 琵琶湖文化館寄託。

### 滋賀県指定名勝
- 聖衆来迎寺庭園

### 大津市指定有形文化財
- 銅製雲版 1面

### 聖衆来迎寺旧蔵の文化財
以下は諸般の事情により、第二次世界大戦後に寺の所有を離れて国有となった文化財である。
- 絹本著色十六羅漢像（東京国立博物館蔵、国宝）
- 絹本著色釈迦三尊像（奈良国立博物館蔵、重要文化財）
- 絹本著色両界曼荼羅図（厨子入）（奈良国立博物館蔵、重要文化財）

## 前後の札所
湖国十一面観音菩薩霊場
2 盛安寺　-　3 聖衆来迎寺　-　4 福林寺
びわ湖百八霊場
11 西教寺　-　12 聖衆来迎寺　-　13 法光寺

## 所在地・アクセス
- 滋賀県大津市比叡辻2-4-17
- JR湖西線比叡山坂本駅下車徒歩15分
- JR大津駅・京阪電鉄びわ湖浜大津駅より江若バス堅田駅行き20分来迎寺鐘化前バス停下車すぐ